# Villa Bertoldi

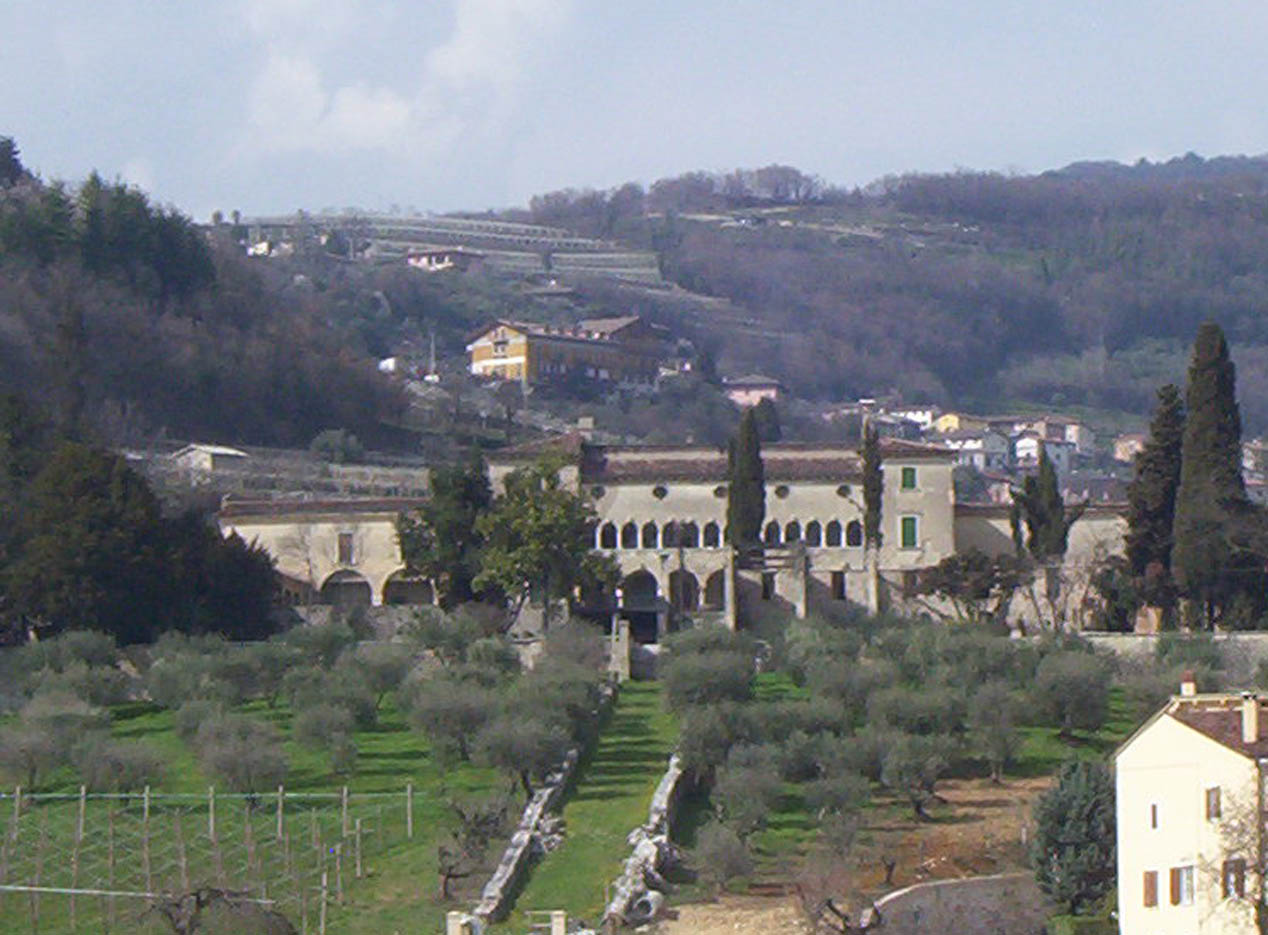
Villa Bertoldi in Negrar, Italië

De Villa Bertoldi is een landhuis in Negrar di Valpolicella, een dorp in de Italiaanse provincie Verona en regio Veneto. 
De naam komt van de familie Bertoldi, de eigenaars in de 19e eeuw. De villa wordt ook genoemd Bertold-Stefani, omdat de familie Stefani er woonde in de 20e eeuw.
De villa was een van de vele in de buurt van Verona die gebouwd werden in de 15e eeuw door Venetianen. Het was de periode nadat de stadstaat Verona zich had overgegeven aan de republiek Venetië. Binnen zijn er fresco’s aangebracht over de Geboorte van Jezus. In de 17e eeuw werd de villa uitgebreid. Dit resulteerde in een landhuis met drie verdiepingen en een portiek op het gelijkvloers. Voor de uitbreidingen hebben de architecten de 15e-eeuwse stijl gerespecteerd.